# 離胺酸
赖氨酸（英語：Lysine，简称为Lys或者K）是一种α-氨基酸。它的化学式表示为：H₂N(CH₂)₄CH(NH₂)COOH。赖氨酸是一种人体必需的氨基酸。赖氨酸的遗传密码是AAA和AAG。
赖氨酸与精氨酸，组氨酸一样，属于碱性氨基酸。ε-氨基常参与氢键的合成并在催化反应中扮演通用碱基的角色。（ε-氨基(NH3+)与从α-碳开始的第五个碳原子相连；α-碳是与羧基 (C=OOH) 相连的碳原子。）
赖氨酸的ε-氨基的甲基化是一种通常的翻译后修饰，形成一甲基，二甲基和三甲基赖氨酸。三甲基赖氨酸会发生在 钙调蛋白中。另外，赖氨酸残基还能进行乙酰化和泛素化等 修饰。胶原蛋白中含有的羟基赖氨酸是由赖氨酸经赖氨酸羟化酶羟基化而来。内质网或高尔基体中，羟基赖氨酸残基的O-糖基化可用来标记特定蛋白从细胞中的分泌。
赖氨酸能以L-或D-的立体异构两种形式存在。但只有L-型存在于生物的蛋白质中。D-氨基酸能被转化成L-型氨基酸。D-赖氨酸没有生物活性，因此，所有商业化生产的赖氨酸均为L-型赖氨酸。

## 合成
赖氨酸的生物合成：

## 参閱
- 氨基酸
- 蛋白質
- 異亮氨酸